# ناحیه ماساکا
ناحیه ماساکا (به لاتین: Masaka District) یک منطقهٔ مسکونی در اوگاندا است که در استان مرکزی، اوگاندا واقع شده‌است. ناحیه ماساکا ۲۵۱٬۶۰۰ نفر جمعیت دارد و ۱٬۱۱۵ متر بالاتر از سطح دریا واقع شده‌است.